# ایمره فولدی
ایمره فولدی (مجاری: Imre Földi; ۸ مهٔ ۱۹۳۸ – ۲۳ آوریل ۲۰۱۷) وزنه‌بردار اهل مجارستان بود.
وی در مسابقات بین‌المللی در مجموع برندهٔ ۲ مدال طلا، ۶ مدال نقره، ۲ مدال برنز شده‌است.